# Isocitrátdehydrogenáza

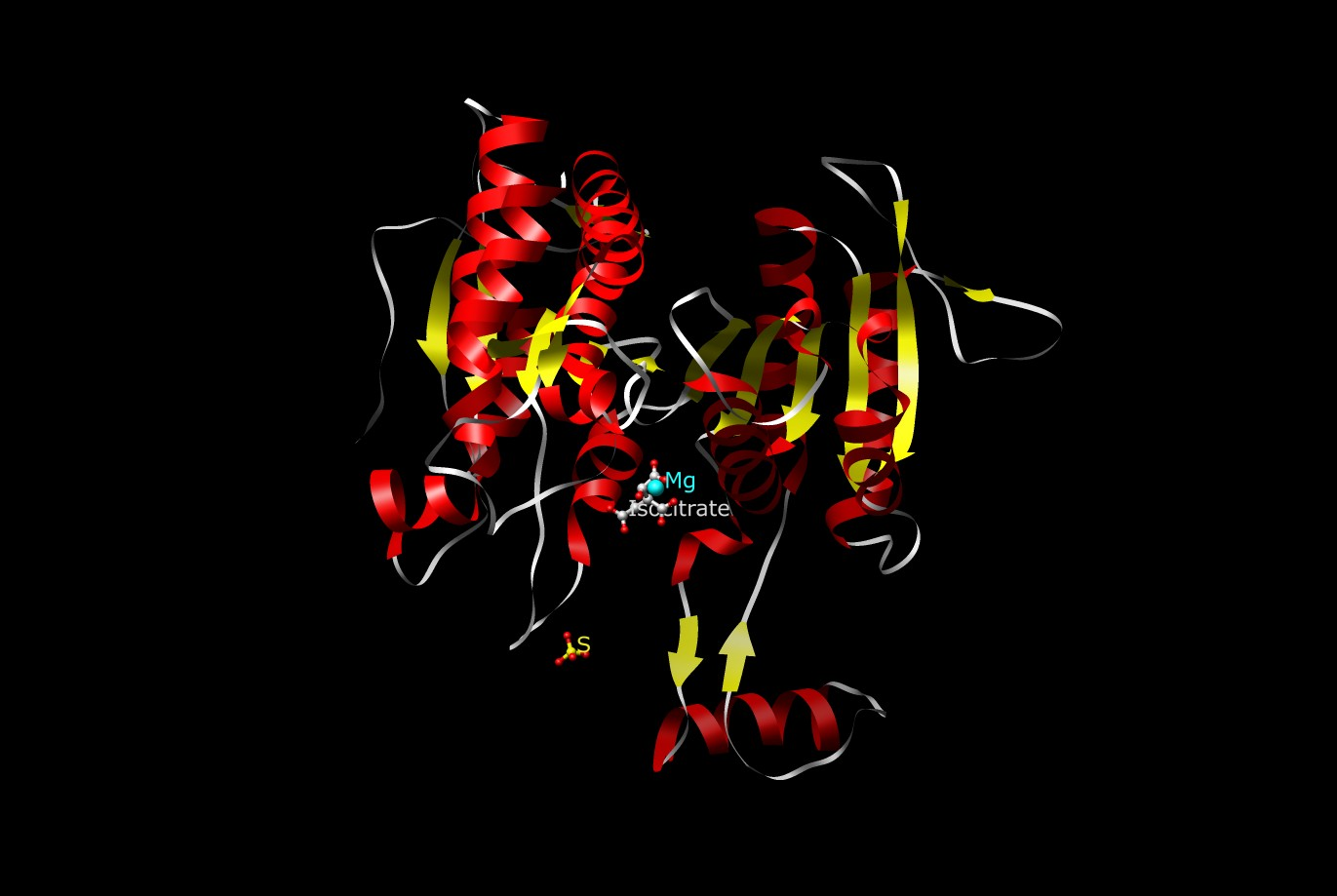
Bakteriální isocitrátdehydrogenáza

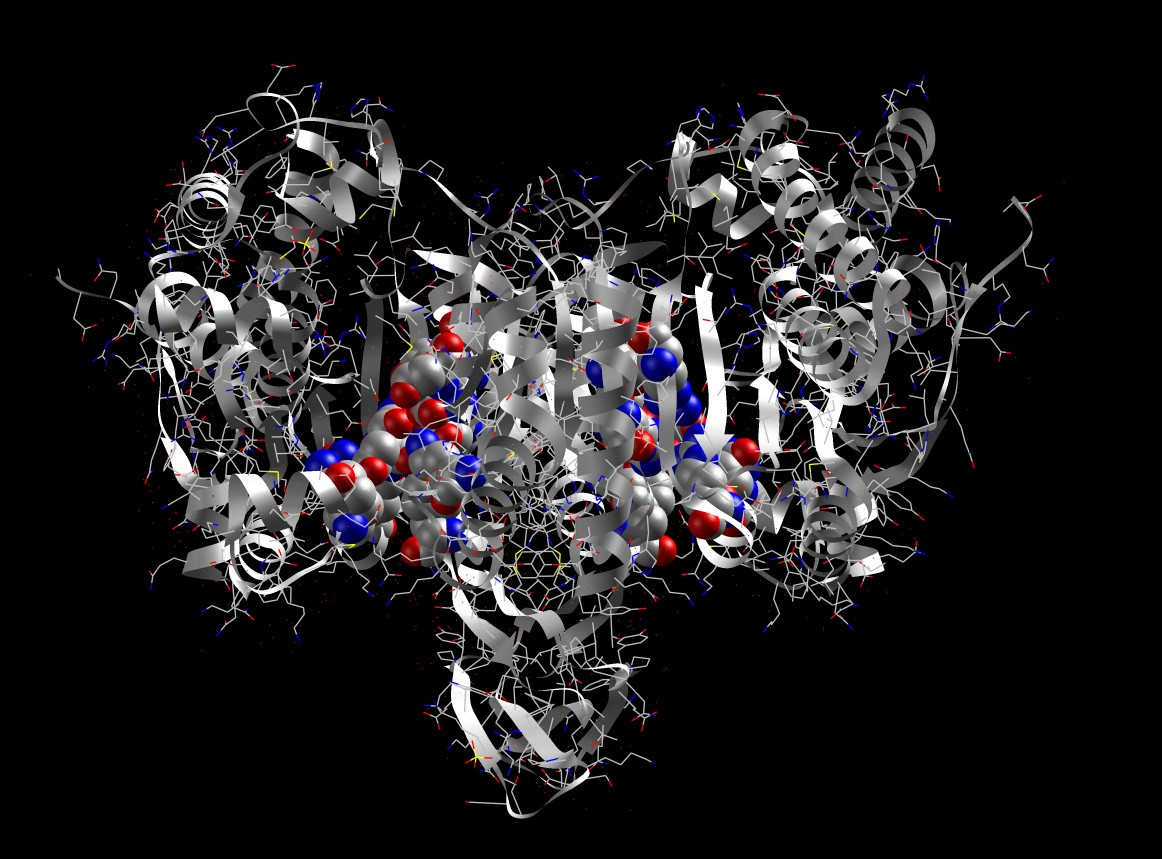
NADP+ dependentní isocitrátdehydrogenáza prasete

Isocitrátdehydrogenáza (IDH nebo ICD) je enzym ze skupiny oxidoreduktáz, který katalyzuje jeden krok Krebsova cyklu, a to oxidaci isocitrátu na 2-oxoglutarát. Pro správný průběh jsou zásadní ionty hořčíku nebo manganu.

## Průběh
Reakce probíhá ve dvou krocích. Nejprve se isocitrát oxiduje na oxalsukcinát, přičemž se NAD+ redukuje na NADH. Oxalsukcinát je velmi nestabilní, protože na jednom uhlíku (na tzv. beta-uhlíku) obsahuje karboxylovou i karbonylovou skupinu. Proto se oxalsukcinát v druhém kroku mění exergonicky na 2-oxoglutarát, dochází tedy k dekarboxylaci (uvolnění CO2).
Tato reakce je zásadní pro běh celého citrátového cyklu. Je to hlavní limitující činitel celého sledu reakcí. Isocitrátdehydrogenáza je totiž aktivována ADP, citrátem a vápenatými ionty, zatímco NADH, NADPH a ATP (vesměs „produkty“ celého citrátového cyklu) ho inhibují.

## Izoenzymy
Jsou známy tři izoenzymy (varianty) tohoto enzymu. První se nachází pouze v mitochondriích a využívá NAD+. Další dvě se nachází také v cytosolu a využívají NADP+. Velká většina isocitrátu se však oxiduje téměř bezvýhradně tím NAD+-dependentním.